# Francisco Meneghini
Francisco Meneghini   (Rosario, 13 de agosto de 1988) es un entrenador argentino. Actualmente dirige a O'Higgins de la Primera División de Chile.

## Trayectoria

### Como entrenador

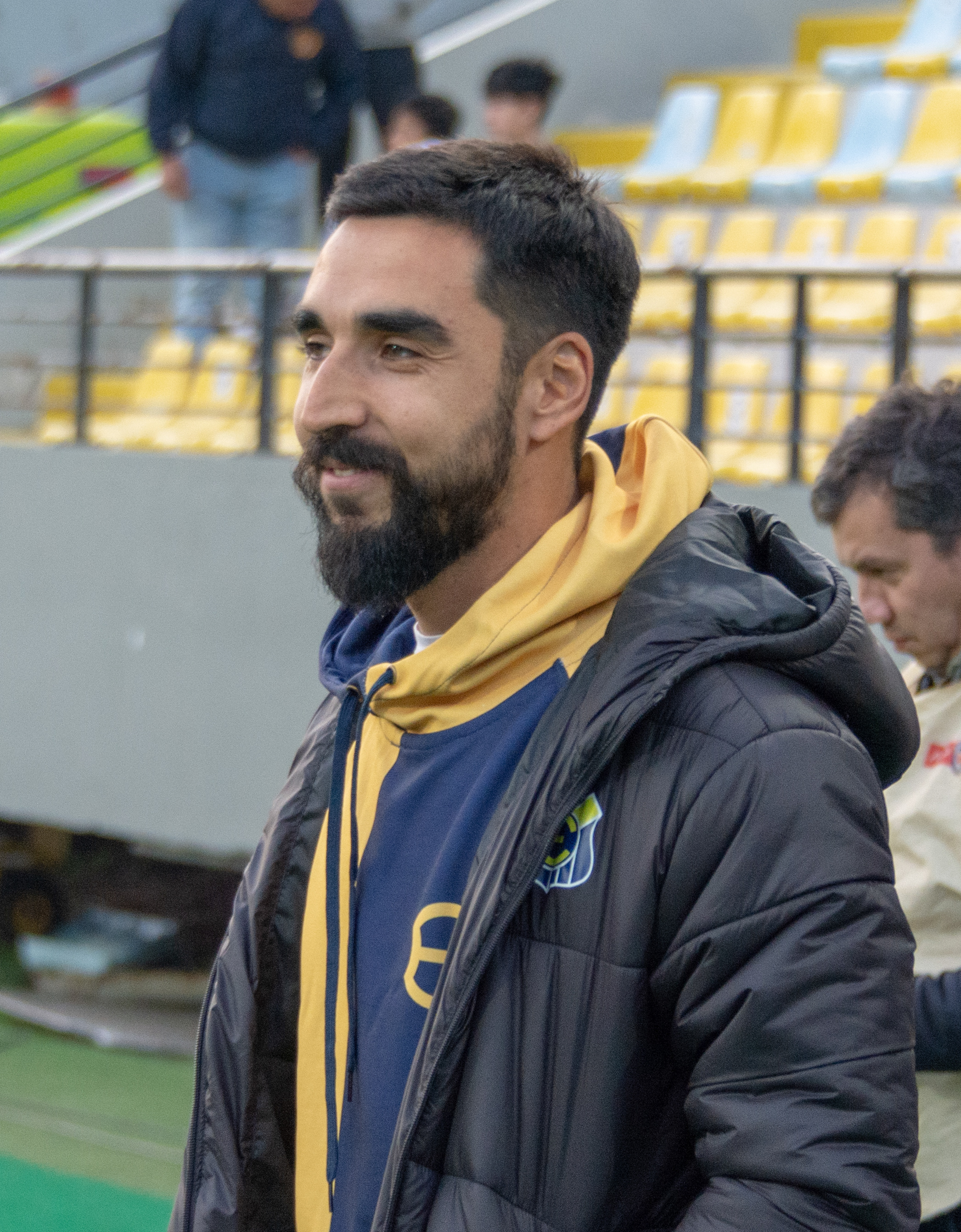
Paqui dirigiendo a Everton.

Sin ser futbolista profesional, se inició siendo ayudante (espía y analista de rivales) de Marcelo Bielsa en la Selección de Chile. Posteriormente en la Roja formó parte del cuerpo técnico de Jorge Sampaoli donde conoció a Sebastián Beccacece con quien se conocieron en Universidad de Chile sin trabajar juntos y después compartieron en Defensa y Justicia y con ambos en la Selección Argentina.
En noviembre de 2018, se hizo cargo de Unión La Calera, cargo que ocupó hasta su despido en septiembre de 2019 tras la derrota ante Deportes Antofagasta.
En diciembre de 2019, asume el cargo de director técnico en Audax Italiano, con el desafío de enfrentar de buena forma la Copa Sudamericana 2020, renunciando a su cargo como técnico de Audax Italiano el viernes 4 de diciembre de 2020.
El jueves 1 de julio de 2021, se anuncia su regreso al cuadro de Unión La Calera.Tras una irregular campaña, y pese a clasificar a Copa Sudamericana, el 11 de diciembre se anuncia su salida de la banca cementera.
El 17 de diciembre de 2021, fue oficializado como nuevo entrenador de Everton, en reemplazo de Roberto Sensini.En marzo de 2024, fue despedido de su cargo luego de que el equipo quedara eliminado de la Copa Sudamericana.
El 25 de mayo de 2024, fue confirmado como entrenador de Defensa y Justicia.En agosto del mismo año, fue relevado de sus funciones después de una serie de malos resultados.
El 23 de noviembre de 2024, asumió al frente del O'Higgins.

## Estadísticas como entrenador
| Equipo                       | Div.                | Temporada           | Liga | Liga | Liga | Liga | Liga |    | Copa | Copa | Copa | Copa |   | Internacional | Internacional | Internacional | Internacional | Internacional |   | Otros | Otros | Otros | Otros |    | Totales     | Totales | Totales | Totales | Totales | Totales | Totales | Totales | Totales |
| Equipo                       | Div.                | Temporada           | PD   | G    | E    | P    | Pos. | PD | G    | E    | P    | PD   | G | E             | P             | Pos.          | PD            | G             | E | P     | PD    | G     | E     | P  | Rendimiento | GF      | GC      | Dif.    | Ptos.   |         |         |         |         |
| ---------------------------- | ------------------- | ------------------- | ---- | ---- | ---- | ---- | ---- | -- | ---- | ---- | ---- | ---- | - | ------------- | ------------- | ------------- | ------------- | ------------- | - | ----- | ----- | ----- | ----- | -- | ----------- | ------- | ------- | ------- | ------- | ------- | ------- | ------- | ------- |
| Unión La Calera · Chile      | 1.ª                 | 2018                | 2    | 0    | 1    | 1    | 6.º  | -  | -    | -    | -    | -    | - | -             | -             | -             | -             | -             | - | -     | 2     | 0     | 1     | 1  | 16.67%      | 1       | 2       | -1      | 1       |         |         |         |         |
| Unión La Calera · Chile      | 1.ª                 | 2019                | 21   | 7    | 9    | 5    | Inc. | 5  | 3    | 2    | 0    | 4    | 1 | 2             | 1             | 2ªF           | -             | -             | - | -     | 30    | 11    | 13    | 6  | 51.11%      | 36      | 26      | +10     | 46      |         |         |         |         |
| Audax Italiano · Chile       | 1.ª                 | 2020                | 21   | 6    | 7    | 8    | Inc. | -  | -    | -    | -    | 4    | 2 | 0             | 2             | 2ªF           | -             | -             | - | -     | 25    | 8     | 7     | 10 | 41.33%      | 34      | 38      | -4      | 31      |         |         |         |         |
| Audax Italiano · Chile       | Total               | Total               | 21   | 6    | 7    | 8    | -    | -  | -    | -    | -    | 4    | 2 | 0             | 2             | -             | -             | -             | - | -     | 25    | 8     | 7     | 10 | 41.33%      | 34      | 38      | -4      | 31      |         |         |         |         |
| Unión La Calera · Chile      | 1.ª                 | 2021                | 23   | 10   | 4    | 9    | 4.º  | -  | -    | -    | -    | -    | - | -             | -             | -             | -             | -             | - | -     | 23    | 10    | 4     | 9  | 49.28%      | 33      | 33      | 0       | 34      |         |         |         |         |
| Unión La Calera · Chile      | Total               | Total               | 46   | 17   | 14   | 15   | -    | 5  | 3    | 2    | 0    | 4    | 1 | 2             | 1             | -             | -             | -             | - | -     | 55    | 21    | 18    | 16 | 49.09%      | 70      | 61      | +9      | 81      |         |         |         |         |
| Everton · Chile              | 1.ª                 | 2022                | 30   | 9    | 15   | 6    | 9.º  | 2  | 0    | 1    | 1    | 10   | 4 | 2             | 4             | FG            | -             | -             | - | -     | 42    | 13    | 18    | 11 | 45.24%      | 52      | 37      | +15     | 57      |         |         |         |         |
| Everton · Chile              | 1.ª                 | 2023                | 30   | 13   | 6    | 11   | 6.º  | 3  | 2    | 1    | 0    | -    | - | -             | -             | -             | -             | -             | - | -     | 33    | 15    | 7     | 11 | 52.52%      | 54      | 41      | +13     | 52      |         |         |         |         |
| Everton · Chile              | 1.ª                 | 2024                | 2    | 0    | 1    | 1    | Inc. | -  | -    | -    | -    | 1    | 0 | 0             | 1             | 1ªF           | -             | -             | - | -     | 3     | 0     | 1     | 2  | 11.11%      | 2       | 4       | -2      | 1       |         |         |         |         |
| Everton · Chile              | Total               | Total               | 62   | 22   | 22   | 18   | -    | 5  | 2    | 2    | 1    | 11   | 4 | 2             | 5             | -             | -             | -             | - | -     | 78    | 28    | 26    | 24 | 47.01%      | 108     | 82      | +26     | 110     |         |         |         |         |
| Defensa y Justicia Argentina | 1.ª                 | 2024                | 9    | 1    | 4    | 4    | Inc. | -  | -    | -    | -    | 1    | 0 | 0             | 1             | FG            | -             | -             | - | -     | 10    | 1     | 4     | 5  | 23.33%      | 7       | 17      | -10     | 7       |         |         |         |         |
| Defensa y Justicia Argentina | Total               | Total               | 9    | 1    | 4    | 4    | -    | -  | -    | -    | -    | 1    | 0 | 0             | 1             | -             | -             | -             | - | -     | 10    | 1     | 4     | 5  | 23.33%      | 7       | 17      | -10     | 7       |         |         |         |         |
| O'Higgins · Chile            | 1.ª                 | 2025                | 20   | 9    | 7    | 4    | -    | 6  | 1    | 3    | 2    | -    | - | -             | -             | -             | -             | -             | - | -     | 26    | 10    | 10    | 6  | 51.28%      | 28      | 27      | +1      | 40      |         |         |         |         |
| O'Higgins · Chile            | Total               | Total               | 20   | 9    | 7    | 4    | -    | 6  | 1    | 3    | 2    | -    | - | -             | -             | -             | -             | -             | - | -     | 26    | 10    | 10    | 6  | 51.28%      | 28      | 27      | +1      | 40      |         |         |         |         |
| Total en su carrera          | Total en su carrera | Total en su carrera | 158  | 55   | 54   | 49   | -    | 16 | 6    | 7    | 3    | 20   | 7 | 4             | 9             | -             | -             | -             | - | -     | 194   | 68    | 65    | 61 | 46.22%      | 247     | 225     | +22     | 269     |         |         |         |         |
| 1. 2.                        |                     |                     |      |      |      |      |      |    |      |      |      |      |   |               |               |               |               |               |   |       |       |       |       |    |             |         |         |         |         |         |         |         |         |

### Resumen por competiciones
| Competición                   | Partidos | Ganados | Empatados | Perdidos | %      |
| ----------------------------- | -------- | ------- | --------- | -------- | ------ |
| Primera División de Chile     | 149      | 54      | 50        | 45       | 47.43% |
| Copa Chile                    | 16       | 6       | 7         | 3        | 52.08% |
| Primera División de Argentina | 9        | 1       | 4         | 4        | 25.92% |
| Copa Libertadores             | 4        | 1       | 0         | 3        | 25%    |
| Copa Sudamericana             | 16       | 6       | 4         | 6        | 45.83% |
| TOTAL                         | 194      | 68      | 65        | 61       | 46.22% |